# Нассонов, Константин Аркадьевич
Константин Аркадьевич Нассонов (14 [26] мая 1895, Ростов-на-Дону, область Войска Донского — 11 августа 1963, Москва) — советский актёр театра и кино. Народный артист РСФСР (1958).

## Биография
Занимался самообразованием. На сцену впервые вышел в 1912 году в русско-украинской труппе Глухова. В 1913—1915 годы играл в разных городах. В 1915 году в Курске мобилизован, служил рядовым в 86-м Вильманстрандском пехотном полку. Демобилизовавшись в 1918 году,  вернулся на сцену. Работал в театрах Полтавы, Таганрога, Ростова-на-Дону, Махачкалы, Царицына, Астрахани, Ашхабада, Самары.
В 1928—1933 и 1934—1935 гг. — актер Бакинского Краснознаменного рабочего театра.
В 1933 году переехал в Москву. Служил в Центральном театре Советской Армии.
Умер в 1963 году. Похоронен на Введенском кладбище (4 уч.).

## Почетные звания и награды
- Заслуженный артист РСФСР (8 апреля 1954)
- Народный артист РСФСР (21 февраля 1958)

## Работы в театре
- «Чужой ребёнок» — Перчаткин
- «Господа офицеры» — Николаев
- «Банкир» — Ступа
- «Укрощение строптивой» — Гортензио
- «Бойцы» — Ершов
- «Суворов» — Прохор
- «Пархоменко» — Ламычев
- «Южный узел» — Степанюк и маршал Василевский
- «Флаг адмирала» — граф Мордвинов
- «Незабываемый 1919 год» — Зейдлиц
- «Совесть» — Бандура
- «На всякого мудреца довольно простоты» — Мамаев
- «Стрекоза» — Ираклий Наморадзе

## Фильмография
1. 1936 — Случайная встреча («Месяц май», «Иринкин рекорд») — директор комбината
2. 1937 — Дума про казака Голоту — комиссар
3. 1939 — Высокая награда — майор госбезопасности Петров
4. 1939 — Четвёртый перископ — Зотов, комиссар эскадренного миноносца «Отважный»
5. 1940 — На дальней заставе
6. 1948 — Мичурин — отец Христофор
7. 1949 — Встреча на Эльбе — Маслов
8. 1952 — Композитор Глинка — Василий Жуковский
9. 1954 — Верные друзья — генерал Исаченко
10. 1955 — Урок жизни — председатель экзаменационной комиссии
11. 1956 — Урок истории — Эрнст Тельман
12. 1956 — Дело № 306 — комиссар милиции Турбаев
13. 1959 — Неподдающиеся — директор завода

### Озвучивание
1. 1954 — Красное и чёрное (фр. Le Rouge et le noir, Франция) — аббат Шелан (роль Андре Брюно)
2. 1955 — Лурджа Магданы (груз. მაგდანას ლურჯა, СССР) — деревенский староста Тедо Гунашвили (роль Акакия Васадзе)